# Budō

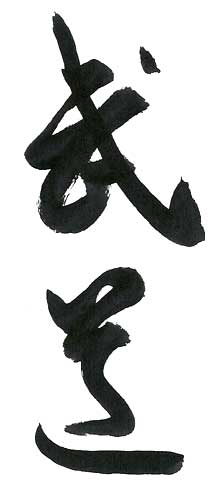
"Budo" shuji, brushed by Kondo Katsuyuki, Menkyo Kaiden, Daito ryu

Budō (武道:ぶどう?) este un termen japonez care descrie artele marțiale.  De obicei este folosit exclusiv cu referie la artele marțiale japoneze.

## Etimologie
Budō este compus din cuvintele bu (武:ぶ?), care înseamnă război sau marțial, și dō (道:どう?), care înseamnă cale sau drum.  În particular dō este derivat din termenul budist din sanscrită mārga (care înseamnă cale spre iluminare).  Termenul se referă la idea de a formula propoziții, care sunt supuse criticii filozofice iar apoi urmează o „cale” de realizare a lor.  Dō seminifică o „cale în viață.”  Dō în context japonez, este termen experimental, experimental în sensul că practica (calea în viață) este norma verificării validității disciplinei cultivate printr-o formă de artă.  Budō modern nu are inamic extern, doar inamic intern, și anume propriul ego care trebuie înfruntat.  (Starea de Muga-mushin).  Similar cu budō, bujutsu este compus din cuvintele bu (武?) și jutsu (術:じゅつ?), care înseamnă știință, cunoaștere sau artă. Astfel, budō se traduce cel mai adesea prin „calea războiului” sau „calea marțială” în vreme ce bujutsu se traduce prin „știința războiului” sau „cunoașterea marțială”. Adesea însă budō și bujutsu sunt folosite împreună cu expresia „arte marțiale.”

## Budō sau Bujutsu
Este foarte dificil de trasat precis delimitarea dintre budō și bujutsu. Uneori, diferențele sunt considerate de natură istorică, alții invocă diferențe în metodele de antrenament, în filozofia antrenamentului sau evidențiază dezvoltarea spirituală. Mulți consideră însă deosebirile ca fiind o construcție falsă ce nu au nicio bază istorică.